# جيروم كولينز
جيروم كولينز (بالإنجليزية: Jerome Collins)‏ هو لاعب كرة قدم أمريكية أمريكي، ولد في 18 أغسطس 1982 في كولومبوس في الولايات المتحدة.

## وصلات خارجية
- جيروم كولينز على موقع مرجع كرة القدم المحترفة.كوم (الإنجليزية)